# Palaemonetes carteri
Palaemonetes carteri is een garnalensoort uit de familie van de Palaemonidae. De wetenschappelijke naam van de soort is voor het eerst geldig gepubliceerd in 1935 door Gordon.